# Carl Rodenburg
Carl Rodenburg (17 de mayo de 1894-5 de noviembre de 1992) fue un general en la Wehrmacht de la Alemania Nazi que comandó la 76.ª División de Infantería durante la batalla de Stalingrado. Fue condecorado con la Cruz de Caballero de la Cruz de Hierro con Hojas de Roble. Rodenburg se rindió a las fuerzas soviéticas el 31 de enero de 1943 durante la batalla de Stalingrado. Fue retenido hasta 1955.

## Condecoraciones
- Cruz de Hierro (1914) 2ª Clase (25 de abril de 1915) & 1ª Clase (15 de mayo de 1917)[1]
- Broche de la Cruz de Hierro (1939) 2ª Clase (17 de mayo de 1940) & 1ª Clase (25 de mayo de 1940)[1]
- Cruz Alemana en Oro el 7 de marzo de 1942 como Oberst en el Infanterie-Regiment 203[2]
- Cruz de Caballero de la Cruz de Hierro con hojas de roble
  - Cruz de Caballero el 8 de octubre de 1942 como Generalmajor y comandante de la 76.ª División de Infantería[3]
  - 189ª Hojas de Roble el 31 de enero de 1943 como Generalmajor y comandante de la 76.ª División de Infantería[4]